# ۷۵۳ (میلادی)
۷۵۳ (میلادی) هفتصد و پنجاه و سومین سال تقویم میلادی است.

## درگذشتگان
‎